# Štedim
Štedim (cyr. Штедим) – wieś w Czarnogórze, w gminie Nikšić. W 2011 roku liczyła 148 mieszkańców.